# Elke
Elke è un nome proprio di persona tedesco, olandese, danese e frisone femminile.

## Varianti
- Femminili: Elka[1][3], Elleke[1], Ellke[3], Alke[1], Ilka[3], Soelke

## Origine e diffusione
Il prenome ha origine da un ipocoristico frisone del nome Adelheid, corrispondente all'italiano "Adelaide",  o comunque deriva da una forma abbreviata delle parole che iniziano con il termine adel, che significa "nobile".
Il nome raggiunse la massima popolarità all'inizio degli anni quaranta. La sua popolarità diminuì a partire dalla metà degli anni settanta.

## Onomastico
L'onomastico ricorre il 16 dicembre, giorno in cui si ricorda Santa Adelaide.

## Persone
- Elke Clijsters, tennista belga

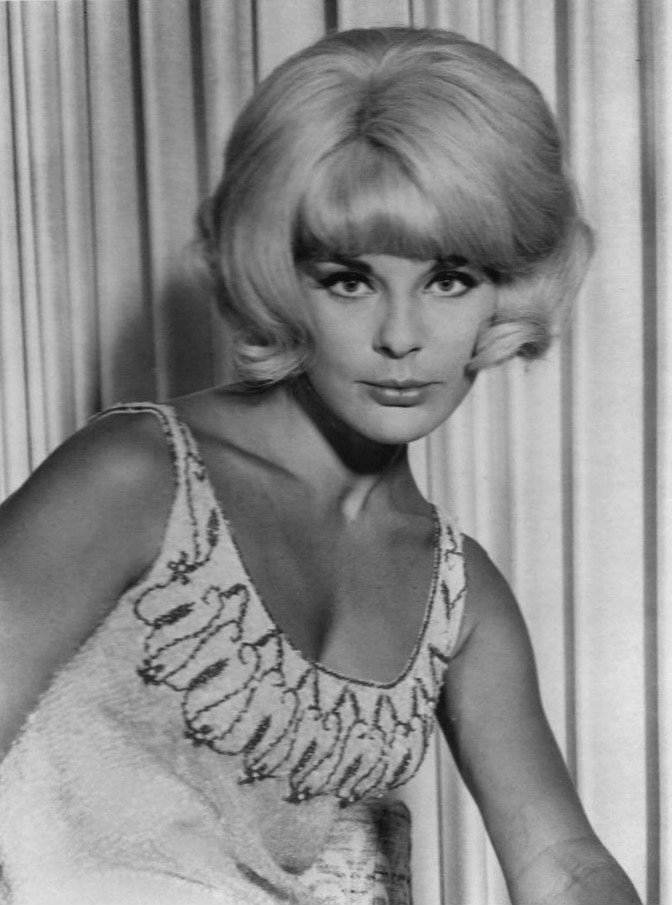
Elke Sommer

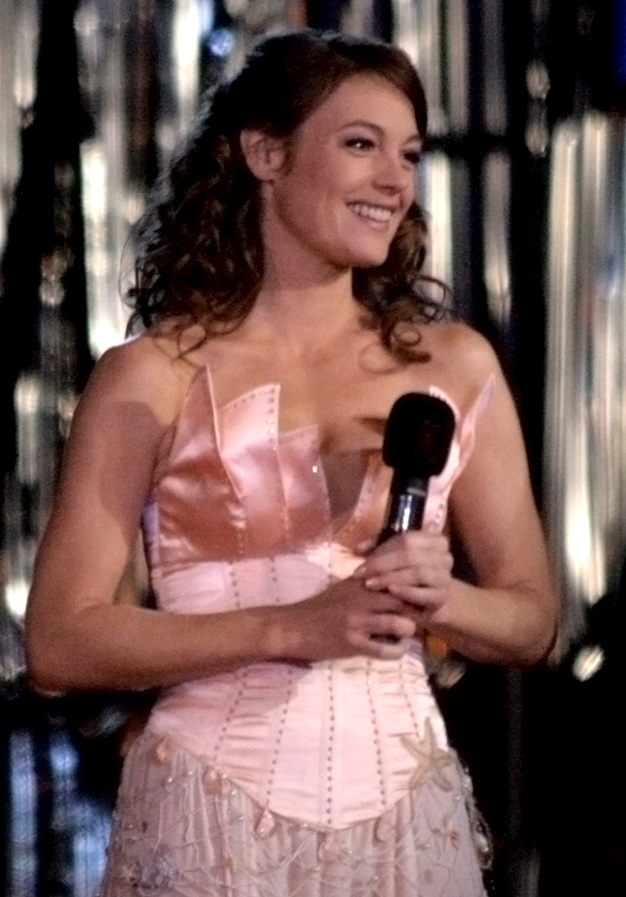
Elke Winkens

- Elke Jeinsen, modella e attrice tedesca
- Elke Sommer, attrice, cantante e pittrice tedesca
- Elke Wijnhoven, pallavolista olandese
- Elke Winkens, attrice e ballerina tedesca

## Il nome nelle arti
- Elke è un personaggio dei racconti della scrittrice Emma Gündel-Knacke[5]
- Elke è una canzone del gruppo musicale tedesco Die Ärzte, inclusa nell'album Das ist nicht die ganze Wahrheit...[6]
- Elke è un personaggio del film La guerra dei Roses (1989), interpretato dall'attrice Rika Hofmann[7]
- Elke Berger è un personaggio della serie televisiva Ein Schloß am Wörthersee, interpretato dall'attrice Uschi Glas[8]